# Castello di Castrignano
Das Castello di Castrignano ist die Ruine einer mittelalterlichen Höhenburg auf einem Hügel neben der Kirche Mariä Verkündigung im Ortsteil Castrignano der Gemeinde Langhirano in der italienischen Region Emilia-Romagna.

## Geschichte
Die ursprüngliche Burg „Castrum Regnani“, die zum ersten Mal Ende des 10. Jahrhunderts urkundlich erwähnt wurde, wurde in der Nähe einer hochmittelalterlichen langobardischen Siedlung erbaut, der Sage nach von einem gewissen Regnano.
1028 verkaufte Ildegarda, die Tochter von Oddone il Salico, zahlreiche Grundstücke in der Provinz Parma an die Kirche St. Peter in Parma, darunter auch Castroragnani.
1116 bestätigte der Kaiser der Heiligen Römischen Reiches, Heinrich V., dem Abt des Klosters Sant’Appollonio in Canossa den Besitz der Burg und des umgebenden Geländes.
1137 verlehnte der Kaiser Lothar III. dem Kloster San Prospero in Reggio nell’Emilia das Lehen Castrignano in der Diözese Parma.
1186 schenkte der Kaiser Friedrich Barbarossa gleich nach der Heirat seines Sohnes Heinrich mit Konstanze von Sizilien die Burg und das umgebende Territorium, einschließlich Mattaleto und Longhirano, als Zeichen der Anerkennung dem Bischof von Parma, Bernardo II., der bei der Hochzeitszeremonie im Mailänder Dom anwesend war. Die Macht des Bischofs von Parma über die Burg bestätigten auch die Kaiser Heinrich VI. 1195 und Otto IV. 1210 dem folgenden Bischof Obizzo Fieschi.
1219 gewährte der Kaiser Friedrich II. der Stadt Parma alte Rechte, darunter die volle Macht über das Territorium. Dies wurde von Bürgermeister Negro Mariani aus Cremona als Bestätigung der vollständigen Autonomie der bischöflichen Autorität und des legitimen Besitzes der Lehen von Colorno, Poviglio, Gualtieri, Montecchio, Collecchio, Castrignano, Corniglio, Rigosa, Vallisniera, Berceto, Terenzo, Roccabrebalza, Pietramogolana, Corniana und Monte Bardone verstanden. Obizzo Fieschi lehnte sich gegen Papst Honorius III. auf und revoltierte gegen ihn, der im Folgejahr die Autorität der Diözese über alle vorher regierten Territorien wiederherstellte. Die Vereinbarung zwischen der Stadt und dem Bischof wurde 1221 ratifiziert.
1339 fragte Azzo da Correggio Papst Benedikt XII. nach dem Lehen des Monte di Castrignano unter dem Vorwand, dass es von der Diözese seit einiger Zeit nicht genutzt wurde. Nach einigen Jahren reichte der Bischof Ugolino de’ Rossi, der von einem Exil während der Herrschaft von Luchino Visconti nach Parma zurückgekehrt war, Klage gegen Azzo da Correggio ein, der in der Zwischenzeit Castrignano in Besitz genommen hatte und eine Burg hatte errichten lassen. Der neue Herrscher von Mailand, Giovanni Visconti, ließ die Burg um 1350 abreißen. 1355 vergab Bernabò Visconti erneut das Lehen an Azzo da Correggio, aber 1358 brach Ugolino de’ Rossi einen neuen Streit mit dem Usurpator vom Zaun, um ihn zu gewinnen und die Rückgabe der Festung „Castrumregnanum“ zu erreichen, von der nur noch die Fundamente erhalten waren. Der Berufungsversuch von Azzo da Correggio führte zu nichts.
1376 setzte der Bischof seinen Urenkel Rolando de’ Rossi in das Lehen ein, als Zeichen der Anerkennung für Dienste, die dessen Vater Giacomo de’ Rossi dem Episkopat von Parma erwiesen hatte.
Die Rossis ließen die Burg wieder aufbauen und 1404 fand Pier Maria I. de’ Rossi nach seiner Vertreibung aus Parma dort Zuflucht. Sobald Ottobuono Terzi von der Burg Kenntnis erhalten hatte, griff er sie an und plünderte sie. Im Folgejahr versuchten Giacomo Terzi und Guido Torelli den Angriff auf die Burg von Castrignano, nachdem sie die Burgen von Pariano, Lesignano und Tiorre erobert hatten, wurden aber durch intensiven Schneefall blockiert und zogen sich auf den Torre degli Alberi und das Castello di Mattaleto zurück. Dennoch griff wenige Monate später der Burgherr von Guardasone, Pietro del Borgo, trotz des Waffenstillstandes mit den Rossis unerwartet die Burg von Castrignano an und besetzte sie für die Terzis.
1408 verbündeten sich die Brüder Giacomo und Pier Maria I. de’ Rossi mit dem Markgrafen von Ferrara, Niccolò III. d’Este und reichten ihm eine Petition ein, damit er, sobald er Herr von Parma geworden sei, ihnen die Rückgabe der Burgen von Carona, Castrignano, Tiorre und Pariano sowie der Bastionen von Sant’Andrea und Mattaleto und darüber hinaus die Erlaubnis für den Wiederaufbau der Burgen von Mulazzano, Alberi, Porporano, Antesica und Mamiano, gegenüber dem benachbarten Castello di Basilicanova, garantiere. Im Folgejahr eroberte Galeazzo da Correggio für die D’Estes die Burg von Castrignano und ihre Dependance Mattaleto, aber nahm sie selbst in Besitz. 1410, nach der Ermordung von Ottobuono Terzi, griff Pier Maria I. de’ Rossi überraschend die Festung von Castrignano an und nahm sie den Da Correggios ab.
Die Rossis erhielten 1413 vom Kaiser Sigismund und 1425 vom Herzog von Mailand, Filippo Maria Visconti, die Bestätigung der Feudalinvestitur. Dennoch strengte der Bischof Delfino della Pergola 1434 eine Klage an und beanspruchte die Rechte auf die Burg. 1448 drohte er Pier Maria II. de’ Rossi mit Exkommunikation, wenn er der Diözese Parma die Gebiete Berceto, Roccaprebalza, Roccaferrara, Corniglio, Corniana, Bosco di Corniglio, Castrignano, Bardone und weitere zurückgebe, aber schlussendlich musste er diesen Plan aufgeben.
1464 vermachte Pier Maria II. de’ Rossi seinem Sohn Guido de’ Rossi testamentarisch die Burgen von Sant’Andrea, Varano de’ Melegari, Basilicanova, Felino, Torrechiara, Bosco, Roccaferrara, Castrignano, Cozzano und Corniglio. Dennoch führte die Niederlage im Krieg der Rossis 1482 zur Konfiszierung zahlreicher Lehen. Castrignano, das vom Bischof Giovanni Giacomo Schiaffinato beansprucht wurde, wurde 1483 an die Diözese Parma zurückgegeben.
Das Castello di Castrignone wurde aufgegeben und verfiel über die Jahrhunderte. Ein Teil der Ruinen wurde zum Eingangsportal zum Kirchhof der Kirche Mariä Verkündigung umgebaut. Die Dekrete Napoleons von 1806 schafften schließlich die Feudalrechte ab.

## Beschreibung

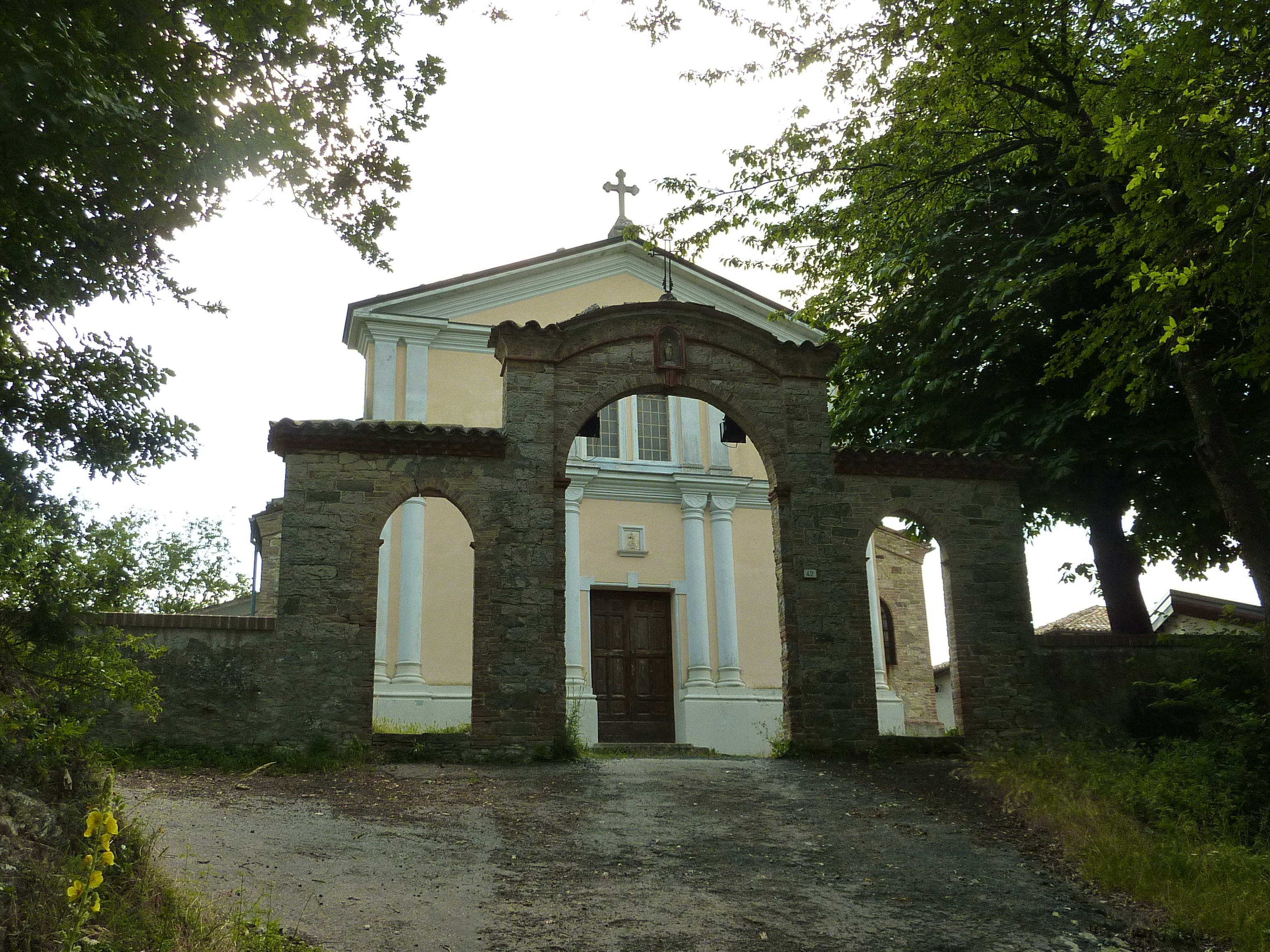
Eingangsportal zum Kirchhof der Kirche Mariä Verkündigung

Von der mittelalterlichen Burg, die auf dem Gipfel des Hügels lag, sind nur noch wenige Ruinen erhalten, bestehend aus einigen Mauerfetzen, die halb von der Vegetation überwuchert sind und zwischen der Kirche Mariä Verkündigung und dem Friedhof liegen.
Der Eingang zum Kirchhof besteht aus einem Steinportal, das aus Baumaterialien der alten Burg erbaut wurde. Das symmetrische Bauwerk ist aus drei Fornices zusammengesetzt, von denen das breite, mittlere einen Rundbogen hat und die beiden schmaleren, äußeren Spitzbögen.
Das Taufbecken im Inneren der Kultstätte ist mit zwei Kapitellen und einem Abakus versehen, die aus der Zeit um 1450 stammen und in den Ruinen der Burg gefunden wurden.